# John Albert Jansen
Johannes Albert Jansen, beter bekend als John Albert Jansen (Deventer, 16 juni 1954 – Almere, 7 januari 2024), was een journalist en maker van documentairefilms. Vanaf 2005 was hij directeur, regisseur en producent bij Oogland Filmproducties. Jansen had een hekel aan de toenemende politieke correctheid, die in zijn ogen Nederland langzaam overnam.

## Biografie
Jansen was zoon van een machinebankwerker en een werkster.
Hij was van jongs af aan bezig met boeken.
Jansen studeerde Nederlands en Literatuurwetenschappen aan de Universiteit van Amsterdam en via DAAD (Deutscher Akademischer Austauschdienst) aan de Vrije Universiteit Berlijn.  Tijdens zijn verblijf in West-Berlijn (1982-1985) werd hij programmamaker en schrijvend journalist. Sindsdien maakte hij radioprogramma's voor de NPS, Humanistische Omroep, IKON en met name de VPRO. Voor het radioprogramma VPRO Boeken was hij presentator en eindredacteur. Ook schreef hij artikelen voor onder andere de Volkskrant, Vrij Nederland, Het Parool en de Poëziekrant.
Vanaf midden jaren negentig legde hij zich ook toe op het maken van films en televisiedocumentaires, op het snijvlak van kunst, literatuur en maatschappij. Daarover zei hij zelf:
Het is een vergissing dat ‘engagement’ vooral ‘actueel’ en ‘maatschappelijk’ moet zijn. Dat engagement, betrokkenheid, ook kan zitten in ritme, vorm, compositie, lijkt te zijn verdwenen.’
Jansen kreeg tijdens de coronapandemie te horen dat hij acute leukemie had.  Zijn documentaire En de naam is: Heeresma werd deels in het ziekenhuis voltooid. Jansen overleed op 7 januari 2024 op 69-jarige leeftijd. Ook zijn laatste documentaire Het stof dat zwerft – De odyssee van Edgar Hilsenrath werd nog deels vanaf het ziekbed geregisseerd en na zijn overlijden voltooid.

## Recensies
Over zijn films schreef NRC-criticus Hans Beerekamp:
Jansen slaagt er als geen ander in literatuur, landschappen en persoonlijke en nationale geschiedenis te vervlechten tot een documentaire, die zelf ook kunst is. (...) Het is een poëtische vorm van visuele essayistiek.’

## Filmografie (selectie)
| Jaar | Titel                                                        | Opmerkingen                                | Prijzen               |
| ---- | ------------------------------------------------------------ | ------------------------------------------ | --------------------- |
| 1993 | Lood verscheurt het hart                                     | over journalist en schrijver James Fenton  |                       |
| 1994 | Brokopondo. Verhalen van een verdronken land                 | met schrijver Dorus Vrede                  |                       |
| 1996 | Iets van genade. Een ontmoeting met John Berger              |                                            |                       |
| 1996 | En nu de droom over is…                                      | over dichter Michaël Slory                 |                       |
| 1997 | Duitse zorgen                                                | VPRO-thema-avond over de Duitse identiteit |                       |
| 1997 | Birri’s Droom                                                | over filmmaker Fernando Birri              |                       |
| 1998 | De ontdekking. De Duitse antropologe Maria Reich             |                                            |                       |
| 1999 | De Schacht Saga. Een Duitse familiegeschiedenis              |                                            |                       |
| 2000 | Het leven is overal                                          | over Bohumil Hrabal                        |                       |
| 2001 | De goddelijke gekte                                          | over Hans Vlek                             |                       |
| 2003 | Wie Eegie Sanie. Onze eigen dingen                           |                                            |                       |
| 2005 | De as van de herinnering                                     | over arts en dichter Jit Narain            |                       |
| 2006 | Wacht op mij, galg. Het verhaal van Sivas                    |                                            |                       |
| 2008 | Opera Batak. De dood van de laatste Batak koning             |                                            |                       |
| 2009 | Wreed geluk. Claus, Vlaanderen & de liefde                   |                                            |                       |
| 2009 | Van Indië tot Indonesië. Het leven van Sitor Situmorang      |                                            |                       |
| 2011 | Einde en begin. Een ontmoeting met Wisława Szymborska        |                                            |                       |
| 2013 | Het afwezige land. Een ontmoeting met Adonis                 |                                            |                       |
| 2013 | Roger Raveel. De schilder, de dood & de muze                 |                                            |                       |
| 2014 | Sam Middleton. Schilder van muziek                           |                                            |                       |
| 2015 | Het alfabet van de angst                                     | met en over Herta Müller                   | Gouden Kalf-nominatie |
| 2016 | Lied van ballingschap. De wereld van Nasim Khaksar           |                                            |                       |
| 2016 | Verloop van jaren. Dichter bij Remco Campert                 |                                            |                       |
| 2017 | Rodaan Al Galidi. Schrijven in de Lage Landen                |                                            |                       |
| 2018 | Van verlies kun je niet betalen                              | co-regie Helge Prinsen                     |                       |
| 2020 | In het licht van de argwaan. De Vlaamse schilder Luc Tuymans |                                            |                       |
| 2022 | En de naam is: Heeresma                                      | over schrijver Heere Heeresma              |                       |
| 2024 | Het stof dat zwerft – De odyssee van Edgar Hilsenrath        | over schrijver Edgar Hilsenrath            |                       |

- International Standard Name Identifier: 0000 0000 0187 8166
- Nationale Bibliotheek van Tsjechië: ola2016924318
- Virtual International Authority File: 34746314